# イジー (ボヘミア王)

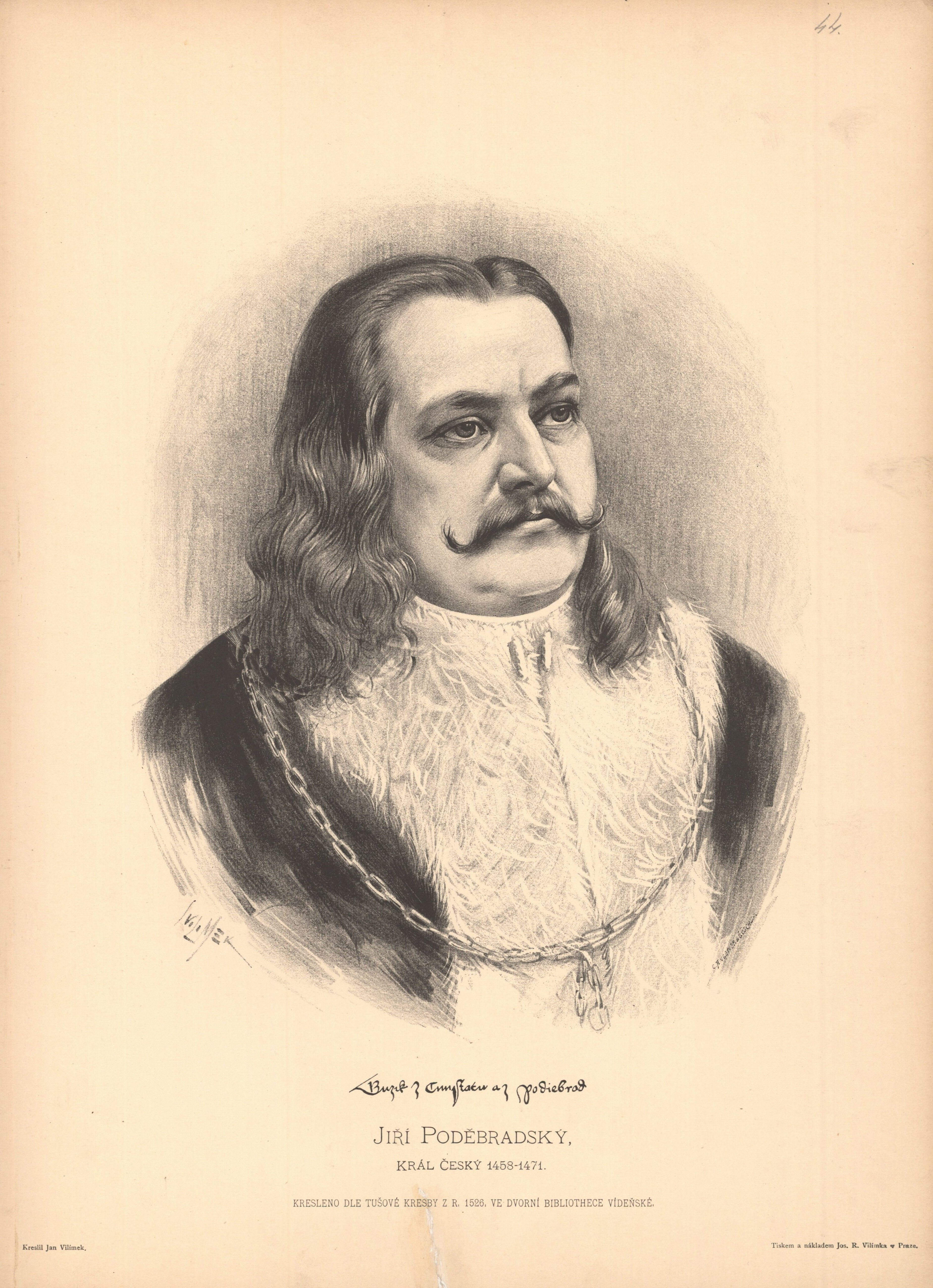
ヤン・ヴィリーメクによる、19世紀の肖像画

イジー・ス・クンシュタートゥ・ア・ポジェブラト（Jiří z Kunštátu a Poděbrad, 1420年4月23日 - 1471年3月22日）は、ボヘミア王（在位：1458年 - 1471年）。
1945年に旧チェコスロバキアで発行された1000コルナ紙幣に肖像が使用されていた。

## 生涯

### 国王選出前
イジーはボヘミアの貴族ヴィクトリン・ス・クンシュタート・ア・ポジェブラトの息子として生まれた。父はフス戦争を起こしたフス派のうち、穏健派であるウトラキストの指導者の1人だった。14歳の時、イジーはフス派内の急進派であるターボル派の没落を招いたリパニの戦いに参加した。成人したイジーはフス派の指導者の1人として、神聖ローマ皇帝ジギスムントからボヘミア、ハンガリー、ローマ王位を引き継いだ婿のアルブレヒト2世の率いるオーストリアの軍勢に勝利した。イジーはすぐにフス派内で頭角をあらわし、プタテク・ス・ピルクシュテインの死後はその頭領となった。
アルブレヒト2世の後を継いだ息子ラディスラウス・ポストゥムスの治世、ボヘミア国内はオルジフ2世・ズ・ロジュンベルカ率いるローマ忠誠派と、イジー率いるフス派とに二分された状態だった。和解の試みが何度もなされた後、イジーは軍事的解決しかないと考えた。そこでフス派の牙城であり、自らの一族が先祖代々本拠とするリティツェの城のあるボヘミア北東部で、徐々に武装した軍隊を組織していった。1448年、イジーは9000の強兵からなる自軍をクトナー・ホラから首都プラハまで進軍させ、ほぼ何の抵抗も受けずに首都を掌握した。
結局内戦が勃発したものの、イジーは上手くローマ忠誠派の貴族達を敗北に追い込んだ。1451年、幼いラディスラウス・ポストゥムスの後見人を務める皇帝フリードリヒ3世は、イジーにボヘミアの行政権を一任することを決めた。同年、プラハで招集された議会はイジーに摂政の地位を差し出した。

### 治世
フス派のローマ忠誠派との戦いは絶え間なく続いていた。1453年に戴冠し、ボヘミア貴族の古来の特権と統治契約に同意した若い国王ラディスラウスが親ローマ的な態度を示すようになると、摂政イジーは微妙な立場に立たされた。1457年にラディスラウスが急死すると、イジーによる毒殺が噂された（1985年、死因は白血病だったと判明している）。1458年2月27日、ボヘミアの身分議会は満場一致でイジーを国王に選出した。教皇派の代議員さえ、彼の穏健な政策を評価したり、外国人の支配者を嫌う民衆の感情を考慮するなどしてイジーに投票した。
彼は「プラハ協定」に基づいて穏健な統治方針を取ろうと努めた。新王は一部のカトリックの支持を得たが、イジーに敵意を示す教皇ピウス2世とは争わねばならなかった。教皇はポジェブラト家のボヘミア統治にとって、最も深刻な障害物の一つだった。教皇は「プラハ協定」の無効を宣言し、イジーにも無効を認めさせようとした。イジーは教皇の要求を拒んだものの、フス過激派を弾圧することで教皇庁の支持を得ようと努めた。
イジーは現在で言うヨーロッパ連合のような統一体を結成するという急進的な提案によって、ローマと和解しようとした。当時のキリスト教世界の全ての権力による同盟の締結を提案したのである。この構想によれば、まずドイツ（ボヘミア含む）、フランス、イタリアの主権者とそれらの国の諸侯がこの「連合」を結成し、その後にスペイン諸国などが加わっていくというシナリオが組まれていた。そして加盟国は完全に平和的な方法でしか紛争を解決しないことを誓うのである。共通の議会、共通の各種機関、統一の記章も創設される。イジーはこの連合体はあくまでキリスト教的性格のもので（「ヨーロッパ」とは明示しなかった）、1453年にコンスタンティノープルを占領した「おぞましいトルコ人」の侵略を押しとどめるための構想だとした。国王は自分の理想を普及するため、レオ・ズ・ロジュミタルに草案段階の連合条約を持たせてヨーロッパ諸国の宮廷を回らせた。イジーはこの連合条約は1464年には発効出来るだろうと考えていた。
しかし、結局この構想は夢に終わった。ローマと和解するために続けていたイジーの努力はすべて水泡に帰した。1464年、ボヘミア十字軍を構想していた教皇ピウス2世が亡くなり、パウルス2世が新教皇に選ばれた。イジーはパウルス2世と和平交渉に入ろうとしたが、新教皇も前任者と同じくらい自分を敵視していることを思い知らされただけであった。
加えて、イジーはローマ忠誠派の貴族を敵に回してしまった。ローマ忠誠派は1465年11月28日にゼレナー・ホラ（グリュンベルク）に結集し、不平不満をぶちまけて反国王連盟を結成した。この連盟は結成当初から教皇パウルス2世の支持を受けていた。1466年12月23日、パウルス2世はついにイジーを破門してボヘミア王の廃位を宣言、イジーに忠誠の誓いをささげた全ての臣民に対し、ボヘミア王冠への忠誠義務を解除するとした。かつてイジーの同盟者だった皇帝フリードリヒ3世、ハンガリー王マーチャーシュ1世はボヘミア貴族の反乱に加勢した。マーチャーシュ1世はモラヴィアの大部分を征服し、1469年5月3日には、モラヴィアの首座大司教座が置かれているオロモウツにおいて、教皇派の貴族達によってボヘミア王に選出された。
イジーはマーチャーシュ1世に勝利したが、自分の支持者達の反対に遭いながらも、1470年にはハンガリー王と休戦協定を結んだ。翌1471年3月22日に没し、彼の支持者達はポーランド王カジミェシュ4世の長男でラディスラウスの甥に当たるヴワディスワフ（ヴラジスラフ）を次の国王に選び、マーチャーシュ1世との戦いを継続させた。

## 子女
1441年、クンフタ・ゼ・シュテルンベルカ（1425年 - 1449年、シュテルンベルク領主スミルの娘）と最初の結婚をし、6人の子女をもうけた。
1. ボチェク（1442年 - 1496年）
2. ヴィクトリン（1443年 - 1500年） - 帝国諸侯（ライヒフュルスト）、ミュンスターベルク公、オパヴァ公、グラーツ伯
3. バルボラ（1446年 - 1469年） - インジフ・ズ・リペーと初婚、ヤン・クジネツキー・ズ・ロノヴァと再婚
4. インジフ（1448年 - 1498年） - ミュンスターベルク公、オレシニツァ公、グラーツ伯
5. カテジナ（1449年 - 1464年） - 1461年、ハンガリー王マーチャーシュ1世と結婚
6. ズデンカ（1449年 - 1510年） - 1464年、ザクセン公アルブレヒト3世と結婚

1450年、ヨハナ・ズ・ロジュミタール（1430年? - 1475年、ロジュミタール領主ヤンの娘）と再婚し、4人の子女をもうけた。
1. ヒネク（1452年 - 1492年） - 帝国諸侯、ミュンスターベルク公、グラーツ伯
2. ベジフ（1453年 - 1458年）
3. アネシュカ（生没年不詳）
4. ルドミラ（1456年 - 1503年） - 1474年、レグニツァ公フリデリク1世と結婚

## 登場作品
- 乙女戦争 ディーヴチー・ヴァールカ